# Gerold van Genève
Gerold van Genève soms ook Gerold II van Genève (overleden rond 1080) was van 1023 tot aan zijn dood graaf van Genève. Hij wordt beschouwd als de stichter van het huis Genève.

## Levensloop
De afstamming van Gerold is onzeker. Volgens bepaalde genealogen was zijn vader graaf Gerold I van Genève, wiens bestaan niet honderd procent zeker is. Zijn moeder was vermoedelijk Bertha, een kleindochter van koning Koenraad van Bourgondië.
Rond het jaar 1023 werd hij voor het eerst vermeld als graaf van Genève. Toen er na het overlijden van koning Rudolf III van Bourgondië in 1032 een successieoorlog uitbrak, steunde Gerold Odo II van Blois.
Gerold stierf rond het jaar 1080. Hij werd opgevolgd door zijn zoon uit zijn tweede huwelijk, Aymon I.

## Huwelijken en nakomelingen
Zijn eerste echtgenote was Gisela, die vermoedelijk uit Bourgondië kwam. Ze kregen volgende kinderen:
- Johanna (1050-1095), huwde met graaf Amadeus II van Savoye
- Cono (overleden voor 1080), vermoedelijk medegraaf van Genève

Zijn tweede echtgenote werd Thietberga (overleden in 1094), dochter van hertog van Zwaben Rudolf van Rheinfelden en weduwe van graaf Lodewijk I van Faucigny. Ze kregen een zoon:
- Aymon I (1070-1128), graaf van Genève